# Tweelingachtbaan
Een tweelingachtbaan (of race-achtbaan) is een achtbaanlayout waarbij twee sporen vaak (vrijwel geheel) naast elkaar liggen, waardoor de treinen met elkaar kunnen racen.

## Historie
De eerste tweelingachtbaan was de Loop the Loop in Coney Island die opende in 1901. Tweelingachtbanen worden ofwel gebouwd om meer bezoekers te kunnen verwerken – in dat geval rijden de treinen vaak niet gelijktijdig het station uit – ofwel vanwege de toevoeging van het racegevoel.
De oudste nog opererende tweelingachtbaan is de Matterhorn Bobsleds in Disneyland Park.

## Voorbeelden
- Bat Glider in Trans Studio Bali
- Colossus in Six Flags Magic Mountain
- Gemini in Cedar Point
- Joris en de Draak in de Efteling
- Le Monstre in La Ronde
- Lightning Racer in Hersheypark
- Rebell Yell in Kings Dominion
- Superman: Escape from Krypton in Six Flags Magic Mountain
- The Racer in Kings Island

## Niet te verwarren
De term tweelingachtbaan wordt vaak verward met de term duellerende achtbaan. De sporen van een duellerende achtbaan zijn echter even lang, wat niet noodzakelijk het geval is bij een tweelingachtbaan, waardoor er dus in tegenstelling tot een tweelingachtbaan een echt duel is om wie het eerst in het station aankomt.